# يورودولار
يورودولار أو اليورو دولار (بالإنجليزية: Eurodollar)‏ هي ودائع لأجل بعملة بالدولار الأمريكي في بنوك خارج الولايات المتحدة وبالتالي فهي ليست خاضعة لسلطة الاحتياطي الفيدرالي. ما يعني أن هذه الودائع تخضع لقواعد تنظيمية أقل بكثير من الودائع المماثلة داخل الولايات المتحدة.[بحاجة لمصدر] صِيغَ المصطلح في الأصل للدولار الأمريكي في البنوك الأوروبية لكنه توّسع على مر السنين إلى تعريفه الحالي، وبالمثل فإن الوديعة المقوّمة بالدولار الأمريكي في طوكيو أو بكين تعتبر وديعة باليورودولار (أحياناً آسيادولار). لم يعد المصطلح مرتباطاً بعملة اليورو وأصبحت المواقع الخارجية لليورودولار تجعلها عرضة لمخاطر الدولة المحتملة والمخاطر الاقتصادية.
بشكل عام يمكن استخدام بدائة اليورو للإشارة إلى أي عملة محتفظ بها في بلد لا تمثل فيه العملة الرسمية أو العملة الأوروبية: على سبيل المثال ، يورويان أو حتى يورويورو.